# Asada Nobuoki
Pour les articles homonymes, voir Asada.
Le baron Asada Nobuoki (浅田 信興, 6 novembre 1851 - 27 avril 1927) est un général de l'Armée impériale japonaise.

## Biographie
Asada est le troisième fils d'Akitada Sakaguchi, un samouraï du domaine de Kawagoe dans la province de Musashi, il fut adopté par Asada Junshin, un serviteur du même clan, pour être son héritier. Il étudia l'artillerie sous Hidetatsu Egawa, et après la restauration de Meiji, il entra à la récente académie de l'armée impériale japonaise. En mars 1872, il devint lieutenant dans le 5e bataillon d'infanterie. Après avoir été transféré dans la 4e brigade d'infanterie en 1877, il fut envoyé sur la ligne de front pendant la rébellion de Satsuma. En mars 1878, il devint instructeur à l'académie militaire, après quoi il intégra la garnison de Kumamoto. En mars 1884, il fut promu au rang de commandant et dirigea le 2e régiment d'infanterie. En mai 1885, il fut affecté à l'État-major de l'armée impériale japonaise.
De juin à septembre 1885, il fut envoyé en Chine en tant qu'attaché militaire. En 1889, il reçut le commandement du 21e régiment d'infanterie. Il fut promu au rang de lieutenant-colonel en juin 1891 et fut affecté à l'État-major de la 3e division. En novembre 1894, il fut promu au rang de colonel.
Pendant la Première guerre sino-japonaise, Asada reçut le commandement de la nouvelle 7e division, une unité qui n'avait jamais combattu et qui était principalement assignée à la défense de Tokyo. Asada fut promu Général de brigade le 20 octobre 1898 et dirigea la 5e brigade d'infanterie. Pendant la guerre russo-japonaise (1904-1905), Asada devint Général de division et commanda l'unité de la Garde impériale, qui se distingua lors de la bataille du Cha-Ho.
Après la guerre, il fut assigné à la 12e division à Kurume en juillet 1906. Il reçut le grand cordon de l'ordre du Soleil Levant en 1906. Il fut élevé au titre de baron (danshaku) selon le système de noblesse kazoku en septembre 1907 pour ses services pendant la guerre russo-japonaise.
En août 1910, il commanda la 4e division à Osaka. En septembre 1911, il fut nommé inspecteur-général de l'entraînement militaire, un poste très important dans l'armée japonaise. En 1912, il fut promu au rang de Général de corps d'armée.
Après avoir servi de conseiller militaire, il se retira du service actif en 1921. De 1918 à 1923, Asada était le 7e chef du Dai Nippon Butokukai. Il est mort en 1927 à l'âge de 75 ans.